# Габріель Де Мішель
Габріель Де Мішель (фр. Gabriel De Michèle, нар. 6 березня 1941, Сент-Етьєн) — французький футболіст, що грав на позиції захисника.
Виступав, зокрема, за клуб «Нант», а також національну збірну Франції.

## Клубна кар'єра
У дорослому футболі дебютував 1961 року виступами за команду ничолігового клубу «Жарні», в якій провів два сезони. 
1963 року перейшов до клубу «Нант», за який відіграв 12 сезонів.  Більшість часу, проведеного у складі «Нанта», був основним гравцем захисту команди. Завершив виступи за «Нант» у 1975 році. Згодом до 1984 грав за декілька нижчолігових французьких команд.

## Виступи за збірну
1966 року дебютував в офіційних матчах у складі національної збірної Франції. Протягом кар'єри у національній команді, яка тривала усього 2 роки, провів у формі головної команди країни лише 2 матчі.
У складі збірної був учасником чемпіонату світу 1966 року в Англії.

## Титули і досягнення
- Чемпіон Франції (3):

«Нант»:  1964–65, 1965–66, 1972–73
- Володар Суперкубка Франції (1):

«Нант»:  1965